# Плавання на Чемпіонаті Європи з водних видів спорту 2021 — 1500 метрів вільним стилем (чоловіки)
Змагання з плавання на дистанції 1500 метрів вільним стилем серед чоловіків на Чемпіонаті Європи з водних видів спорту 2021 відбулися 18 (попередні запливи) та 19 травня (фінал).

## Рекорди
|                                 | Спортсмен             | Країна | Час      | Місто  | Дата           |
| ------------------------------- | --------------------- | ------ | -------- | ------ | -------------- |
| Світовий рекорд                 | Сунь Ян               | КНР    | 14:31.02 | Лондон | 4 серпня 2012  |
| Рекорд Європи Рекорд чемпіонату | Грегоріо Пальтріньєрі | Італія | 14:34.04 | Лондон | 18 травня 2016 |

## Результати[1]

### Попередні запливи
| Місце | Заплив | Доріжка | Ім'я                      | Країна          | Час      | Примітки |
| ----- | ------ | ------- | ------------------------- | --------------- | -------- | -------- |
| 1     | 2      | 4       | Михайло Романчук          | Україна         | 14:52.07 | Q        |
| 2     | 2      | 7       | Дам'єн Жолі               | Франція         | 14:56.09 | Q        |
| 3     | 2      | 6       | Доменіко Ачеренца         | Італія          | 14:59.47 | Q        |
| 4     | 3      | 2       | Акос Кальмар              | Угорщина        | 15:02.97 | Q        |
| 5     | 3      | 3       | Деніель О Джервіс         | Велика Британія | 15:07.54 | Q        |
| 6     | 2      | 5       | Генрік Крістіансен        | Норвегія        | 15:08.28 | Q        |
| 7     | 3      | 4       | Грегоріо Пальтріньєрі     | Італія          | 15:08.84 | Q        |
| 8     | 3      | 1       | Олександр Єгоров          | Росія           | 15:09.95 | Q        |
| 9     | 2      | 2       | Сергій Фролов             | Україна         | 15:10.41 |          |
| 10    | 3      | 9       | Їгід Аслан                | Туреччина       | 15:14.80 |          |
| 11    | 2      | 1       | Ілля Дружинін             | Росія           | 15:16.47 |          |
| 12    | 2      | 0       | Давід Бетлехем            | Угорщина        | 15:18.18 |          |
| 13    | 3      | 8       | Гергелі Гюрта             | Угорщина        | 15:18.85 |          |
| 14    | 3      | 6       | Ян Мікка                  | Чехія           | 15:28.10 |          |
| 15    | 2      | 1       | Марк-Антон Олівер         | Франція         | 15:30.04 |          |
| 16    | 2      | 2       | Алехандро Пуебла Мартінез | Іспанія         | 15:30.35 |          |
| 17    | 1      | 8       | Марс Ковачіч              | Угорщина        | 15:35.95 |          |
| 18    | 1      | 0       | Давид Обрі                | Франція         | 15:36.51 |          |
| 19    | 2      | 7       | Вук Целік                 | Сербія          | 15:37.16 |          |
| 20    | 1      | 9       | Александр Асла Ноергаард  | Данія           | 15:39.39 |          |
| 21    | 2      | 7       | Бар Соловейчик            | Ізраїль         | 15:40.53 |          |
| 22    | 1      | 9       | Дімітрос Негріс           | Греція          | 15:46.78 |          |

### Фінал[2]
| Місце | Доріжка | Ім'я                  | Країна          | Час      | Примітки |
| ----- | ------- | --------------------- | --------------- | -------- | -------- |
| 1     | 4       | Михайло Романчук      | Україна         | 14:39.89 |          |
| 2     | 1       | Грегоріо Пальтріньєрі | Італія          | 14:42.91 |          |
| 3     | 3       | Доменіко Ачеренца     | Італія          | 14:42.91 |          |
| 4     | 5       | Дам'єн Жолі           | Франція         | 14:56.38 |          |
| 5     | 2       | Деніель О Джервіс     | Велика Британія | 14:58.42 |          |
| 6     | 6       | Акос Кальмар          | Угорщина        | 15:04.61 |          |
| 7     | 7       | Генрік Крістіансен    | Норвегія        | 15:05.19 |          |
| 8     | 8       | Олександр Єгоров      | Росія           | 15:10.43 |          |